# 柳圆圆
柳圆圆（1982年3月17日—），中国冬季两项运动员，辽宁大连人。最好成绩为2003年世界锦标赛接力第九名。2009年大冬会上得到10公里追逐赛亚军。